# Аполонија (Грчка)
Аполонија (грч. Απολλωνία) је насељено место у општини Бешичко Језеро у периферији Средишња Македонија, Грчка. Према попису из 2021. године било је 265 становника.
Према бугарском географу и историчару, Василу Канчову, у Аполонији је 1900. године живело 280 Турака и 200 Грка. Године 1924. турско становништво је принудно исељено у Турску а на њихово место су насељене грчке избегличке породице, укупно 137 особа. На попису из 1928. године Аполонија је имала 280 становника. Село се раније звало Пазаруда.